# HMS 테세우스 (R64)
HMS 테세우스 (R64)은 영국 해군의 콜로서스급 항공모함이다. 콜로서스급은 10척이 건조되었으며, 테세우스함은 8번함이다.

## 역사
한국전쟁에 영국 해군 항공모함은 HMS 트라이엄프 (R16), HMS 테세우스 (R64), HMS 글로리 (R62), HMS 오션 (R68) 등 5척이 참전했다.
테세우스함은 한국에 파병되어 첫임무로 남포시의 방공망 제압(SEAD)과 통신망 파괴 임무를 수행했다. 두번째 임무는 전투공중초계(CAP)에만 참여했다. 캐터펄트가 고장나서 전투기에 로켓과 폭탄을 장착할 수 없었다. 세번째 임무는 연합군 태스크 포스 임무였다. 일본 사세보에서 온 군함들에 합류했으며, 전투기들은 교량 폭파, 북한군 공격 등의 임무를 성공적으로 수행했다. 주로 남포시 부근에서 작전했다.